# دانية (اسم)
دانية هو اسم مؤنث عربي معناه القريبة.

## الشخصيات
- دانيا راميريز ممثلة دومينيكة أمريكية
- دانية شافعي مذيعة سعودية
- دانية الخطيب مغنية لبنانية